# Запаска
Запа́ска (слово за походженням пов'язане з «пас») — традиційний жіночий одяг нижньої половини тіла. Запаскою також називали фартух («попередницю»).
Запаска — це незшитий чотирикутний шмат грубої неваляної вовняної тканини, з зав'язками на верхніх кутах. Цими зав'язками прив'язують одну запаску спереду, а одну ззаду, таким чином, щоб обабіч та знизу було видно сорочку. Запаски були чорні, темно-синьої барви та зрідка червоні, тоді вони використовувались замість фартуха. Запаски у центральній та східній Україні вдягали у будний день, а на свята одягали плахти.
Гуцули та частково бойки носили замість плахти 2 запаски, часто дуже вибагливо тканими з металевою та шовковою ниткою. Такі запаски були найчастіше жовтогарячої барви, інколи синьої чи зрідка й інших барв. Такі запаски були ткані в поперечні смуги. На сході України запаска називалася охватою , а передня частина — передницею. Передниця могла бути синього кольору або зеленого та червоного, переважно у дівчат.

## Див. також

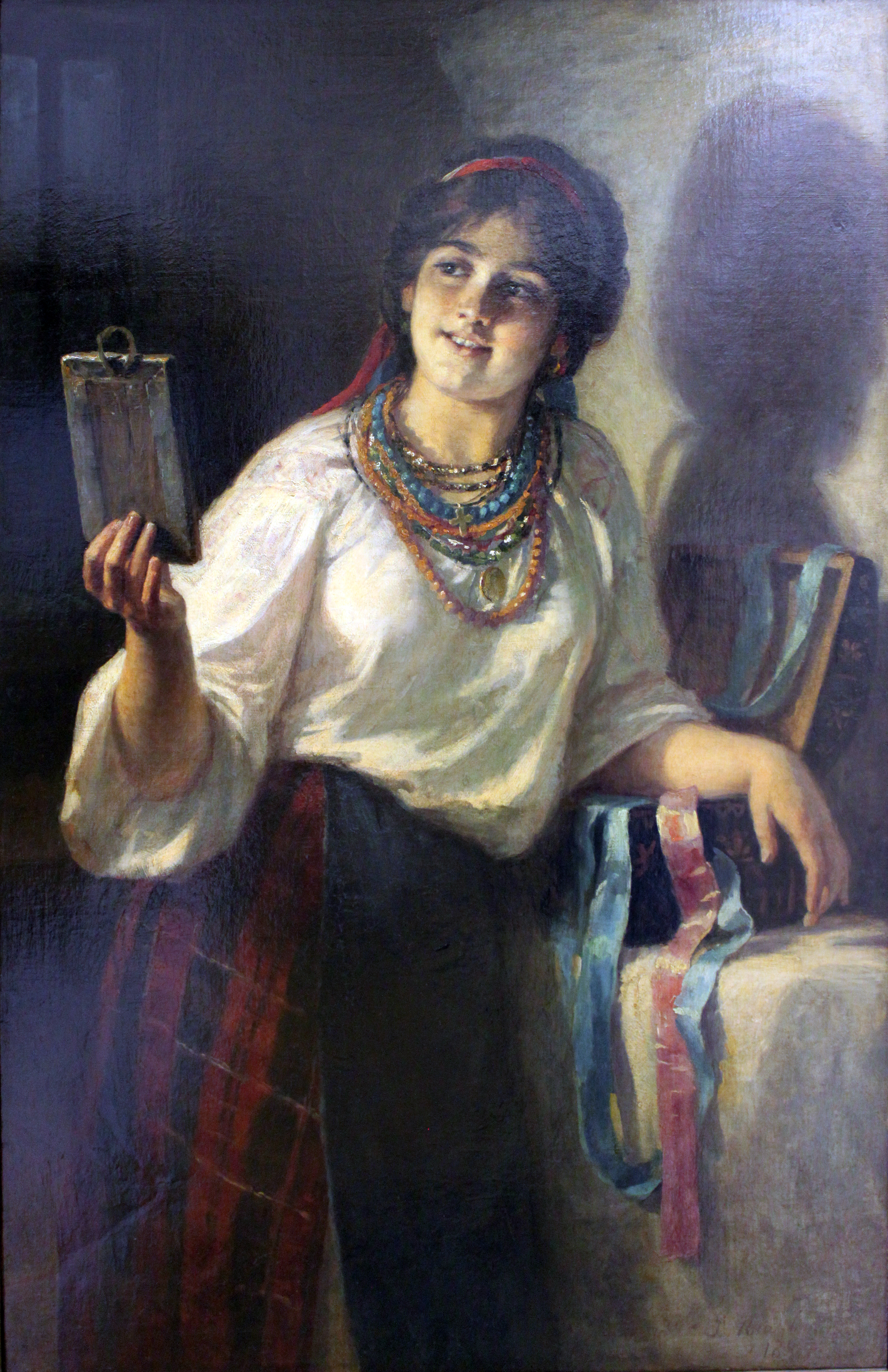
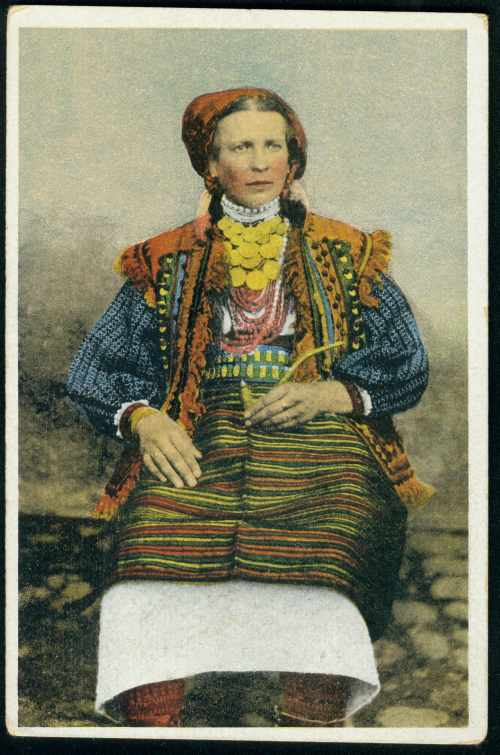
Гуцулка
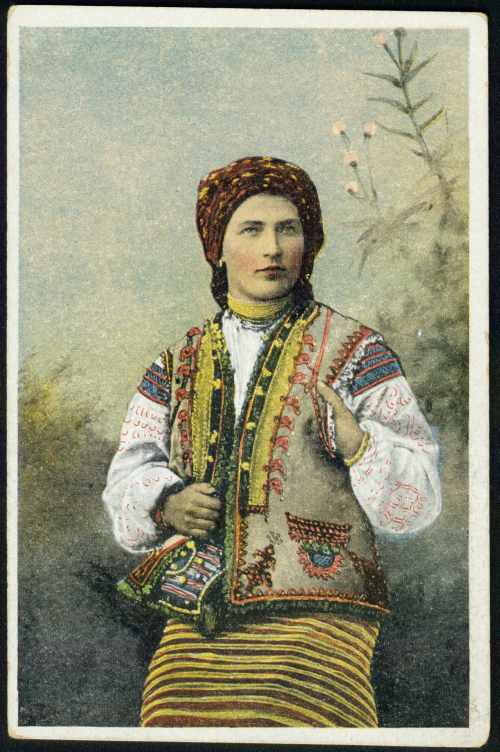
Гуцулка

## У літературі
|                                 | Сестру Дидона мала Ганну, Насправді дівку, хоть куди, Проворну, чепурну і гарну; Приходила і ся сюди, В червоній юпочці баєвій, В запасці гарній фаналевій, В стьонжках, намисті і ковтках. |
| — І. П. Котляревський, «Енеїда» | |